# Тагинское сельское поселение
Тагинское се́льское поселе́ние — муниципальное образование в Глазуновском районе Орловской области Российской Федерации.
Административный центр — село Тагино.

## История
Статус и границы сельского поселения установлены Законом Орловской области от 25 октября 2004 года № 431-ОЗ «О статусе, границах и административных центрах муниципальных образований на территории Глазуновского района Орловской области».

## Население
| 2010 | 2012  | 2013  | 2014  | 2015  | 2016  | 2017 |
| ---- | ----- | ----- | ----- | ----- | ----- | ---- |
| 1070 | ↘1069 | ↗1108 | ↘1088 | ↘1025 | ↘1003 | ↘980 |
| 2018 | 2019  | 2020  | 2021  | 2023  |       |      |
| ↘946 | ↘908  | ↘902  | ↘851  | ↘849  |       |      |

## Состав сельского поселения
| № | Населённый пункт | Тип населённого пункта       | Население |
| - | ---------------- | ---------------------------- | --------- |
| 1 | Весёлый          | посёлок                      | ↗189      |
| 2 | Захаровка        | деревня                      | ↘56       |
| 3 | Золотая Поляна   | посёлок                      | 15        |
| 4 | Красная Заря     | посёлок                      | 0         |
| 5 | Подолянь         | село                         | ↘73       |
| 6 | Тагино           | село, административный центр | 483       |
| 7 | Тагинский        | посёлок                      | ↘153      |
| 8 | Ясная Поляна     | посёлок                      | 23        |

## Достопримечательности
1. д. Захаровка — Городище 1 тыс. н. э. Археологический памятник местного значения.
2. с. Тагино — Городище XI—XIII вв. Археологический памятник местного значения.
3. с. Тагино — «Сторожа» XV—XVII вв. в пойме правого берега р. Ока напротив Тагинской средней школы в урочище «Курган».
4. с. Тагино — Селище (Тагино-2) на правом берегу р. Оки в 1 км выше Городища Тагино[15].